# راجر یودریان
راجر یودریان (انگلیسی: Roger Youderian; زاده ۲۱ ژانویهٔ ۱۹۲۴ – درگذشته ۸ ژانویهٔ ۱۹۵۶) میسیونر ارمنی‌تبار اهل ایالات متحده آمریکا بود. یک مبلغ مذهبی مسیحی پروتستان بود که برای ماموریتی تحت عنوان آکا به اکوادور رفت و در اثنای تبلیغ برای مردم هائورانی برای گرویدن به مسیحیت همراه با چهار نفر دیگر کشته شد.